# 比西尼亚诺
比西尼亚诺（義大利語：Bisignano），是意大利科森扎省的一个市镇。总面积85平方公里，人口10499人，人口密度123.5人/平方公里（2009年）。ISTAT代码为078017。